# NGC 6826
NGC 6826 (také známá jako Blikající planetární mlhovina nebo Caldwell 15) je planetární mlhovina v souhvězdí Labutě. Objevil ji William Herschel 6. září 1793.
Její vzdálenost od Země je velmi nejistě odhadována na 2 200 až 5 200 světelných let.
Bývá nazývána Blikající planetární mlhovina, i když podobné blikání vykazuje mnoho jiných planetárních mlhovin. Při pohledu malým dalekohledem převládá v pohledu jas centrální hvězdy, takže mlhovina není patrná. Při odvrácení pohledu stranou se ovšem mlhovina znovu objeví. Střídavý pohled na hvězdu a mimo hvězdu způsobí dojem blikání, jak se mlhovina objevuje a ztrácí.
Mlhovina se na obloze nachází v severozápadní části souhvězdí, asi půl stupně východně od hvězdy 16 Cygni.
Bílý trpaslík uprostřed mlhoviny má hvězdnou velikost 10,5 a patří k nejsnadněji pozorovatelným ústředním hvězdám v planetární mlhovině.
Výraznou vlastností této mlhoviny jsou světlé skvrny na obou stranách, tvořené nadzvukovou rychlostí se šířícím málo ionizovaným plynem (Fast Low-Ionization Emission Regions, zkráceně FLIERS). Tyto skvrny se zdají být poměrně mladé.